# 1-Deoksi-D-ksiluloza 5-fosfat
1-Deoksi--ksiluloza 5-fosfat' je intermedijer u nemevalonatnom putu.

## Spoljašnje veze
|  | Molimo Vas, obratite pažnju na važno upozorenje u vezi sa temama iz oblasti medicine (zdravlja). |